# Julián Gayarre

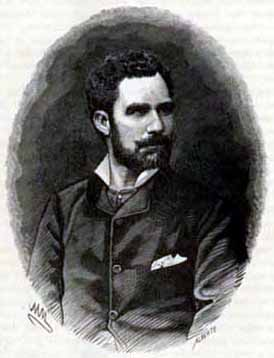
Julián Gayarre, 1883

Julián Gayarre (* 9. Januar 1844 in Roncal, Navarra; † 2. Januar 1890) war ein spanischer Opernsänger (Tenor).

## Leben
Julián Gayarre stammte aus einfachen Verhältnissen im Roncal-Tal in Navarra. Er begann sein Berufsleben als Schäfer, später arbeitete er als Schmied. In Pamplona lernte er Gesang, später ging er an das Konservatorium der Stadt Madrid. Nach Auftritten an der Scala in Mailand, Bologna, Rom, Sankt Petersburg, Moskau und Wien erlangte er als Tenor Weltruhm. Sein Gesang zeichnete sich durch außergewöhnliche Fähigkeiten und ein weites Repertoire aus.
Gayarre starb nach einer schweren Depression im Jahr 1890.
1902 wurde das Theater in Pamplona als Teatro Gayarre eingeweiht. Des Weiteren gibt es ein Gayarre-Museum in Roncal.
Sein Leben und Werk wurden 1959 in dem Film Gayarre mit dem kanarischen Tenor Alfredo Kraus in der Hauptrolle gewürdigt.